# Dinamică moleculară

Un exemplu de simulare a dinamicii moleculare într-un sistem simplu: depunerea unui atom de cupru (Cu) pe o suprafață de cupru cu indice Miller (001). Fiecare cerc reprezintă poziția unui atom. Algoritmi mult mai sofisticați sunt utilizați în simulările moderne pentru a descrie interacțiile de la nivel atomic.

Dinamica moleculară este o metodă de calcul utilizată pentru studierea mișcării fizice a atomilor și moleculelor. Aceste specii chimice interacționează pentru o perioadă fixă de timp, ceea ce oferă o viziune asupra evoluției dinamice a sistemului. Metoda a fost dezvoltată pentru prima dată în cadrul cercetărilor de fizică teoretică, spre sfârșitul anilor 1950, însă în prezent este aplicată în majoritate în chimie fizică, știința materialelor și pentru modelarea biomoleculelor.